# 约翰·R·内皮尔
约翰·R·内皮尔（英語：John Russell Napier，1917年—1987年8月29日，MRCS，LRCP，D.Sc.）是一位英国灵长类学家、古人类学家和生理学家，知名于在能人（Homo habilis）和OH 7上的工作以及对灵长类手的研究，主要科普作品有《手》（Hands）等。